# Zagros Airlines
Zagros Airlines es una aerolínea iraní con sede en Teherán y base en el Aeropuerto Internacional de Mehrabad.

## Historia
Zagros Airlines se fundó en 2005 en Abadán, Irán. La aerolínea utiliza los aeropuertos internacionales de Mehrabad y Mashhad como bases de operaciones. En 2007, Zagros Airlines inició su primera ruta internacional desde Teherán a Damasco, la capital siria.
En septiembre de 2013, la aerolínea recibió un Airbus A320-200. En enero de 2016, Zagros Airlines adquirió el primer A319 de Irán. El 14 de marzo de 2017, la aerolínea adquirió su primer A321-200 mediante arrendamiento con tripulación de Khors Aircompany.
En junio de 2017, se anunció que la aerolínea había firmado un memorando de entendimiento con Airbus para un pedido de veinte aviones A320neo y ocho A330neo. Sin embargo, el pedido nunca se pudo concretar debido a las nuevas sanciones impuestas. 

### La primera mujer piloto iraní
En julio de 2019, Neshat Jahandari se convirtió en la primera mujer piloto iraní en operar un avión de pasajeros desde la Revolución iraní de 1979 en un avión de pasajeros en Irán y en la capitana más joven del McDonnell Douglas MD-80 de Zagros Airlines. El mismo año, en octubre de 2019, exactamente tres meses después de la introducción de Jahandari en Zagros Airlines, formó parte del primer vuelo exclusivamente femenino en Irán, así como en la región del Medio Oriente.

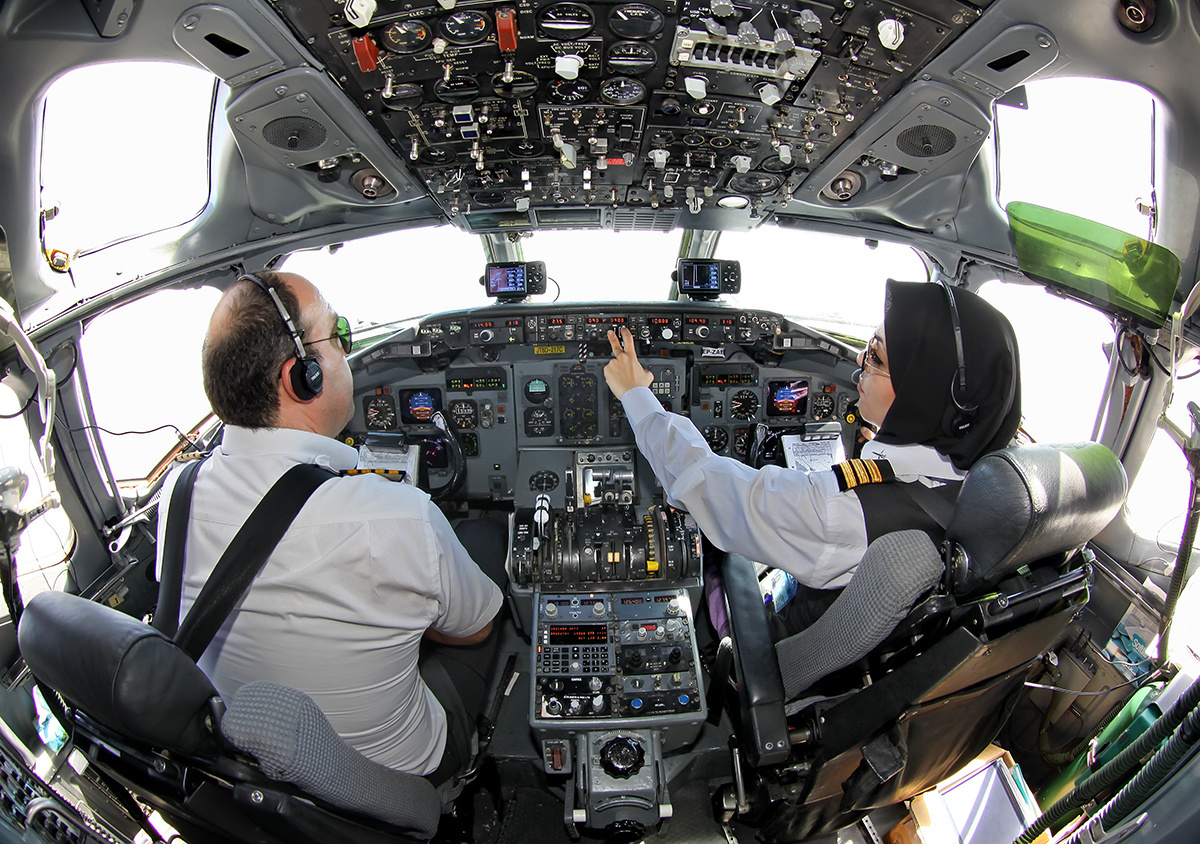
Neshat Jahandari en la cabina de un McDonnell Douglas MD-82 de Zagros Airlines.

## Destinos
A partir de mayo de 2023, Zagros Airlines opera vuelos a los siguientes destinos:
| Países     | Destinos     | Aeropuertos                              | Notas      |
| ---------- | ------------ | ---------------------------------------- | ---------- |
| Georgia    | Batumi       | Aeropuerto Internacional Batumi          | Estacional |
| Georgia    | Tiflis       | Aeropuerto Internacional de Tiflis       |            |
| Irak       | Bagdad       | Aeropuerto Internacional de Bagdad       |            |
| Irak       | Náyaf        | Aeropuerto Internacional de Nayaf        |            |
| Irán       | Abadán       | Aeropuerto de Abadán                     |            |
| Irán       | Ahvaz        | Aeropuerto Internacional de Ahvaz        |            |
| Irán       | Ardabil      | Aeropuerto de Ardabil                    |            |
| Irán       | Bandar Abbás | Aeropuerto Internacional de Bandar Abbás |            |
| Irán       | Bushehr      | Aeropuerto de Bushehr                    |            |
| Irán       | Chabahar     | Aeropuerto de Chabahar                   |            |
| Irán       | Isfahán      | Aeropuerto Internacional de Isfahán      |            |
| Irán       | Kermán       | Aeropuerto de Kermán                     |            |
| Irán       | Kish         | Aeropuerto Internacional de Kish         |            |
| Irán       | Mashhad      | Aeropuerto Internacional de Mashhad      | HUB        |
| Irán       | Qeshm        | Aeropuerto de Qeshm                      |            |
| Irán       | Shiraz       | Aeropuerto Internacional de Shiraz       |            |
| Irán       | Tabriz       | Aeropuerto Internacional de Tabriz       |            |
| Irán       | Teherán      | Aeropuerto Internacional de Mehrabad     | HUB        |
| Irán       | Teherán      | Aeropuerto Internacional Imán Jomeiní    | HUB        |
| Uzbekistán | Taskent      | Aeropuerto Internacional de Taskent      |            |

## Flota
La flota de Zagros Airlines incluye las siguientes aeronaves:
| Aeronaves               | En servicio | Pedidos | Estacionados | Pasajeros (clase única)                            | Matrículas                                         | Antigüedad                                         | Notas                                              |
| ----------------------- | ----------- | ------- | ------------ | -------------------------------------------------- | -------------------------------------------------- | -------------------------------------------------- | -------------------------------------------------- |
| Airbus A319-100         | 1           | —       | —            | 142                                                | EP-ZAX                                             | 28,6 años                                          |                                                    |
| Airbus A320-200         | —           | —       | 5            | 180                                                | EP-ZAP                                             | 33,3 años                                          | Estacionado en THR desde 2025                      |
| Airbus A320-200         | —           | —       | 5            | 180                                                | EP-ZAV                                             | 32,6 años                                          | Estacionado en THR desde 2025                      |
| Airbus A320-200         | —           | —       | 5            | 180                                                | EP-ZAL                                             | 32,5 años                                          | Estacionado en THR desde 2025                      |
| Airbus A320-200         | —           | —       | 5            | 180                                                | EP-ZAU                                             | 32,3 años                                          | Estacionado en IKA desde 2018                      |
| Airbus A320-200         | —           | —       | 5            | 180                                                | EP-ZAT                                             | 26,3 años                                          | Estacionado en THR desde 2024                      |
| McDonnell Douglas MD-82 | 4           | —       | —            | 165                                                | EP-ZAG                                             | 39,5 años                                          |                                                    |
| McDonnell Douglas MD-82 | 4           | —       | —            | 165                                                | EP-ZAM                                             | 38,9 años                                          |                                                    |
| McDonnell Douglas MD-82 | 4           | —       | —            | 165                                                | EP-ZAA                                             | 37,8 años                                          |                                                    |
| McDonnell Douglas MD-82 | 4           | —       | —            | 165                                                | EP-ZAE                                             | 33,8 años                                          |                                                    |
| McDonnell Douglas MD-83 | 2           | —       | 1            | 165                                                | EP-ZAQ                                             | 36,6 años                                          |                                                    |
| McDonnell Douglas MD-83 | 2           | —       | 1            | 165                                                | EP-ZAK                                             | 36,6 años                                          | Estacionado en THR desde 2021                      |
| McDonnell Douglas MD-83 | 2           | —       | 1            | 165                                                | EP-ZAC                                             | 34 años                                            |                                                    |
| Total                   | 7           | —       | 6            | Edad media de la flota (julio de 2025): 34,1 años. | Edad media de la flota (julio de 2025): 34,1 años. | Edad media de la flota (julio de 2025): 34,1 años. | Edad media de la flota (julio de 2025): 34,1 años. |

### Flota histórica
| Aeronaves       | Total | Introducido | Retirado | Matrículas              |
| --------------- | ----- | ----------- | -------- | ----------------------- |
| Airbus A321-200 | 3     | 2014        | 2023     | TC-OBJ, EP-ZGA y EP-ZGB |
| Túpolev Tu-154  | 2     | 2006        | 2007     | RA-85847 y RA-85823     |